# Syzygium vulcanicum
Syzygium vulcanicum är en myrtenväxtart som beskrevs av Adolph Daniel Edward Elmer och Elmer Drew Merrill. Syzygium vulcanicum ingår i släktet Syzygium och familjen myrtenväxter. Inga underarter finns listade i Catalogue of Life.